# Kir Veliki
Kir Veliki ↓a (rođen 600. ili 576. pr. Kr., umro u kolovozu 530. ili 529. pr. Kr.), perzijski je veliki kralj iz iranske dinastije Ahemenida, vojskovođa, zakonodavac i osnivač Perzijskoga Carstva. Za vrijeme vladavine proširio je carstvo na veći dio jugozapadne i centralne Azije, od Egipta i Bospora na zapadu do rijeke Ind na istoku, i stvorio prvo i najveće carstvo starog vijeka.
Tijekom tri desetljeća vladavine, Kir je pobijedio i pokorio neka najveća kraljevstva tog doba, uključujući Mediju, Lidiju i Babilon, a vodio je vojne ekspedicije i u centralnu Aziju gdje je pokorio sve narode. Ipak, nije išao u pohode na afrički Egipat ili europsku Grčku kao kasnije Kambiz II. i Darije I. Veliki. Prema Herodotu, poginuo je u bitci protiv Skita u ljeto 530. ili 529. pr. Kr. Naslijedio ga je sin Kambiz II. koji je osvojio Egipat tijekom kratke vladavine. Kir je bio sljedbenik zoroastrijske religije.
Osim jakog utjecaja na iransku povijest, Kir je snažno utjecao i na židovsku religiju, ljudska prava, politiku, vojnu strategiju te općenito na istočnu i zapadnu civilizaciju.

## Uvod

### Etimologija
Riječ Kir je latinska odnosno grčka izvedenica staroperzijskog imena Kuruš. Antički povjesničari Ktezije i Plutarh navode kako je Kir dobio ime od riječi Kuros što znači Sunce odnosno „poput Sunca“, spominjući poveznicu s perzijskom imenicom za Sunce (Khor) uz koji stoji sufiks -vaš što znači „sličnost“. Ipak, neki moderni povjesničari poput Karla Hoffmanna i Rüdigera Schmitta iz Encyclopædia Iranice navode kako ime znači „verbalni pobjednik“.
U modernoj Perziji, Kir se uvijek podrazumijevao kao Kurošé Kabir ili Kurošé Bozorg što je perzijska izvedenica od imena Kir Veliki. U Bibliji, poznat je pod jednostavnim imenom Koresh, dok je moguće da se i u Kuranu spominje kao „Dhul-Qarnayn“ koji je pokorio istočne i zapadne zemlje.

#### Hrvatski egzonim
U gdjekojim starijim književnim djelima (M. Marulić, F. Vrinjanin, D. Zlatarić, F. Lastrić-Oćevac) možemo naći potvrdâ za ime Cir kao ime ovoga kralja. Ti primjeri dolaze od latinskoga Cyrus (A. G. Matoš navodi 'Cyrus u Babilonu'). Prevladavajuće ime Kir dolazi od grčkoga Kyros (grč. Κύρος) odnosno Kýrios. Jedan oblik staroperzijskoga imena ovoga kralja je Kuruš. Ostala su imena izvedenice dva osnovna imena, kao Kir II., Kir Stariji, Kiro, Cir Perzijski, Ciro, Ćir, Ćiro (A. Radić). Iako je ime Cir ukorijenjeno u hrvatskome jeziku, a rabe ga i suvremeni pisci, Kira povjesničari ne nazivaju njegovim perzijskim imenom Kuruš, nego preuzimaju grčko ime Kyros, jer su grčki izvori i posebno Herodot za njih temeljna vrela za razumijevanje staroga prednjoazijskog svijeta.

### Povijest dinastije
Sukladno s herojima drugih kultura i osnivačima velikih carstava, tradicionalna predaja o Kirovoj obitelji je vrlo bogata. Prema Herodotu, Kir je bio unuk medijskog kralja Astijaga odgojen u skromnoj pastirskoj obitelji. U drugoj verziji priče, bio je sin siromašnih roditelja i radio je na medijskom dvoru. Te priče su kontradiktorne Kirovnim osobnim svjedočenjima prema kojima je naslijedio tron od svoga oca, djeda i pradjeda.
Od 10-15 perzijskih plemena, Kir potječe iz okolice grada Pasargada, iz porodice Ahemenida. Prije nego što je ujedinio Perzijance i Medijce unutar jednoga carstva, bio je kralj Perzije te je prema kraljevskog lozi polagao pravo na tron Anšana, koje je bio vazalno kraljevstvo unutar Medijskog Carstva, a prostiralo se u današnjoj provinciji Fars u jugozapadnom Iranu. Na tom području Kir će kasnije osnovati Pasargad, budući glavni grad Perzijskog Carstva.
Dinastiju je najvjerojatnije osnovao Ahemen oko 700. pr. Kr., kojeg je naslijedio sin Teisp. Prema natpisima, poslije Ahemenove smrti na tron su došla dva njegova sina, Kir I. od Anšana i Arijaramna od Perzije. Njih su pak naslijedili njihovi sinovi Kambiz I. od Anšana odnosno Arsam od Perzije. Ipak, autentičnost tih starovjekovnih natpisa se dovodi u pitanje s obzirom na kompleksnost i nepouzdanost izvora o Kirovim precima.
Kambiz I. se prema Herodotu smatra plemićem a ne kraljem, a izvori govore kako se oženio princezom Mandanom, kćeri lidijske princeze Arijene i Astijaga, vladara Medijskog Carstva. Iz navedenog braka rođen je samo jedan sin, Kir II., poznat kao Kir Veliki, koji je dobio ime po djedu.
Prema Kteziju, Kir Veliki oženio je Astijagovu kćer Amitis, što se čini nelogičnim jer bi tada ona bila i njegova žena i ujna. Vjerojatno objašnjenje jest da se Astijag prethodno oženio još jednom ženom koja mu je rodila Mandanu, dok je Amitis bila kćer Kijaksara, odnosno Astijagova sestra. Kirova prva žena Kasandana, je jednako zagonetna. Prema Herodotu i Behistunskim natpisima, rodila je Kiru najmanje dva sina, Kambiza II. i Smerdisa. Oba sina kasnije su zasebno vladala Perzijom na kratko vrijeme. Kir je imao i kćeri Artistonu i Atosu koja će se kasnije udati za Darija Velikog. Ovo će poslije biti značajno jer će Atosa roditi Kserksa I, Darijevog nasljednika.

### Rani život
Najpoznatiji datumi Kirova rođenja su 600. – 599. pr. Kr. prema Tori ili 575. – 576. pr. Kr. prema modernim procjenama. Malo je toga poznato o njegovom djetinjstvu i ranom životu s obzirom na nedostatak izvora odnosno na njihovo oštećenje ili gubitak.
Herodotova priča o Kirovom ranom životu pripada žanru legendi o napuštenoj djeci poput Edipa, Mojsija ili Romula i Rema koja se kasnije bore za kraljevski tron. Kirov nadređeni bio je njegov djed Astijag, vladar moćnog Medijskog Carstva.
Poslije Kirovog rođenja, Astijag je sanjao san koji je njegov svećenik protumačio kao znak da će ga njegov unuk zbaciti s prijestolja. Svojim naredniku Harpagu naredio je da ubije dijete. Harpag, kojem moral nije dopustio da ubije novorođenče, pozvao je kraljevskog pastira Mitradata iz planinske regije pokraj granice sa Saspirom, i naredio mu da ostavi dijete da umre u planinama. Srećom, pastir i njegova žena Cina su se sažalili nad njime pa su ga prisvojili i odgojili kao svoje dijete, dok su svoje mrtvorođenče pokazali Harpagu kao Kira.
Kad je Kir imao deset godina, Herodot tvrdi da je bilo očito da Kir nije bio pastirev sin jer se ponašao previše gospodski. Nakon što je Kir u dječjoj igri dao bičevati sina medijskog plemića Artembara, kralj Astijag ispitao je dječaka i otkrio kako vrlo sliče jedan drugom. Astijag je tada zatražio od Harpaga da objasni što je učinio s djetetom, i nakon što mu je ovaj priznao kako nije ubio novorođenče, kralj ga je prevario pozivom na banket gdje mu je poslužio vlastita sina. Astijag je bio popustljiv prema Kiru, pa je dozvolio da se vrati svojim biološkim roditeljima, Kambizu i Mandani. Iako se smatra kako je Herodotova priča samo legenda, ona ipak daje uvid u likove iz Kirovog ranog života.

## Uspon i vojni pohodi

### Medijsko kraljevstvo
Nakon što mu je umro otac 552. pr. Kr. Kir je naslijedio oca na mjestu kralja Anšana. Ipak, Kir time nije još postao nezavisni vladar. Kao i njegovi prethodnici, Kir je morao priznati vrhovnu vlast Medije. U doba Astijagove vladavine, Medijsko Carstvo uključivalo je veći dio Starog Istoka, od maloazijske Lidije na zapadu do plemena Parta i Perzijanaca na istoku.
U Herodotovoj verziji, ponukan osvetom Harpag je uvjerio Kira da pobuni Perzijance protiv njihovih nadređenih, Medijaca. Doduše, vrlo je vjerojatno da su se Harpag i Kir zajedno pobunili zbog neslaganja s Astijagovom politikom. Od početka perzijskog ustanka u ljeto 553. ili 552. pr. Kr. i prvih bitaka u 552. pr. Kr. Kir je uz Harpagovu pomoć vodio svoju vojsku protiv Medijaca sve dok nije pao glavni grad Ekbatana u 549. pr. Kr., čime je i samo Medijsko Carstvo konačno bilo osvojeno.
Iako se čini kako je Kir prihvatio medijsku krunu, godine 546. pr. Kr. službeno je zamijenio titulu proglasivši se kraljem Perzije. Arsam, koji je bio vladar Perzije pod Medijcima, zbog Kirovog je čina morao odstupiti. Njegov sin Histasp, inače Kirov drugi rođak, proglašen je satrapom Partije i Frigije. Arsam će poživjeti još dovoljno dugo da na prijestolju vidi svog unuka Darija I. Velikog, koji je postao šah (car) nakon smrti obaju Kirovih sinova.
Kirovo pokoravanje Medije pokrenulo je niz njegovih ratova. Astijag je bio saveznik sa šurjakom Krezom od Lidije, Nabonidom od Babilona i Amazisom II. od Egipta, koji su namjeravali udružiti snage protiv Kira.

### Lidijsko kraljevstvo i Mala Azija
Precizni datumi osvajanja Lidije su nepoznati, no pretpostavlja se da su se dogodili između Kirovog pokoravanja Medijskog kraljevstva (550. pr. Kr.) i osvajanja Babilona (539. pr. Kr.). U prošlosti je bilo uobičajeno uzimanje 547. pr. Kr. kao godine pada Lidije prema citatima iz Nabonidovih kronika, no nije pouzdano. Lidijci su prvi napali perzijski grad Pteriju u Kapadociji. Krez je postavio opsadu oko grada, i potom odveo stanovnike u roblje. U međuvremenu, Perzijanci su pozvali stanovništvo Jonije koji su pripadali Lidijskom kraljevstvu da se pobune protiv njihovog vladara. Ponuda je odbačena, zbog čega je Kir okupio vojsku i krenuo u vojni pohod u Lidiju prilikom kojeg su mu se putem pridruživali mnogi narodi. Bitka kod Pterije završila je nerješenim ishodom pri čemu su obje strane prije sutona doživjele velike gubitke. Lidijski kralj Krez povukao se u Sard sljedećeg jutra.
Za vrijeme boravka u Sardu, Krez je poslao apel svojim saveznicima da pošalju pomoć Lidiji. Ipak, pred kraj zime prije nego što su se Krezovi saveznici mogli okupiti, Kir je ušao duboko u Lidiju i opkolio Kreza u glavnom gradu Sardu. Nedugo prije konačne bitke kod Timbre između Kira i Kreza, Harpag je savjetovao Kira da postavi svoje deve ispred vojnika, što je trebalo uplaštiti lidijske konje koji nisu navikli na miris deva. Strategija je uspjela i lidijsko konjaništvo se razbježalo, a Kir je porazio i zarobio Kreza nakon opsade Sarda. Glavni lidijski grad bio je u Kirovim rukama, što je podrazumijavalo konačan pad Lidijskog kraljevstva. Prema Herodotu, Kir je poštedio Krezov život i uzeo ga kao savjetnika, što proturječi nekim prijevodima Nabonidovih kronika u kojima se navodi kako je lidijski kralj bio pogubljen.
Prije nego što se vratio u glavni grad, Kir je Lidijcu po imenu Paktije povjerio da prenese Krezovo blago u Perziju. No, ubrzo nakon Kirovog odlaska Paktije je unajmio plaćenike i izazvao pobunu u Sardu protiv perzijskog satrapa (lidijskog namjesnika) Tabala. Kir je tada poslao Mazara, jednog od svojih vojskovođa, da uguši pobunu ali da dovode Paktija živog. Prilikom dolaska Mazara u Lidiju, Paktije je pobjegao u Joniju gdje je unajmio plaćenike s kojima je napao grčke gradove Magneziju i Prijenu, gdje je uhvaćen i poslan natrag u Perziju da ga se kazni.
Mazar je nastavio s osvajanjem Male Azije, no umro je zbog nepoznatih razloga prilikom ekspedicije u Joniji. Kir je tada poslao Harpaga da dovrši Mazarevo osvajanje Male Azije, a on je osvojio Liciju, Ciliciju i Feniciju, koristeći posebne opsadne tehnike za probijanje gradskih zidova koje su bile nepoznate Grcima. S osvajanjima je završio oko 542. pr. Kr. i vratio se u Perziju.

### Novobabilonsko kraljevstvo
Godine 539. pr. Kr. Kir je osvojio Elam i glavni grad kraljevstva Suzu. Pred kraj rujna iste godine, Kirova vojska pod zapovjedništvom Gubarua, guvernera Guteje, napala je Opis na rijeci Tigris i porazila babilonske snage.
Do 10. listopada, grad Sipar je pokoren bez borbe jer njegovi stanovnici gotovo nisu pružali otpor. Vjerojatno je da se Kir upustio u pregovore s babilonskim generalima i tako dogovorom izbjegao oružani sukob. Babilonski kralj Nabonid je boravio u gradu u to vrijeme, no ubrzo je pobjegao u glavni grad Babilon kojeg nije godinama posjećivao.
Dva dana poslije, 12. listopada prema julijanskom, odnosno 7. listopada prema gregorijanskom kalendaru, Gubarove trupe ušle su u Babilon u kojem nije zabilježen otpor. Herodot objašnjava da su Perzijanci nasamarili Babilonce time što su preusmjerili tok Eufrata u susjedni kanal zbog čega je vodostaj rijeke opao na dovoljnu razinu da se perzijski vojnici koritom rijeke provuku ispod barijera u centar grada. Nedugo poslije, 29. listopada Kir je osobno ušao u grad Babilon i zarobio Nabonida.
Prije Kirove invazije na Babilon, Novobabilonsko carstvo osvojilo je mnoga susjedna kraljevstva. Svi podređena kraljevstva sada su pripala Kiru Velikom, uključujući Siriju i Judeju.
Poslije pada Babilona, Kir se proglasio „kraljem Babilona, kraljem Sumera i Akada, kraljem četiriju krajeva svijeta“; zabilježenim na famoznom Kirovom cilindru, valjkastom natpisu položenim u temelje esagilskog hrama posvećenom glavnom babilonskom bogu Marduku. Tekst cilindra opisuje Nabonida kao bezbožnog, dok pobjednika Kira spominje kao ugodnog Marduku. U nastavku se spominje kako je Kir unaprijedio životni standard stanovnika Babilona, te da je pomagao izbjeglicama i obnavljao hramove, zbog čega se Kirov cilindar smatra kao prvi pisani spomenik o ljudskim pravima u povijesti.
Prema Behistunskim natpisima Darija Velikog, Kirova vlast obuhvaćala je najveće carstvo dotada u povijesti. Na koncu Kirove vladavine, Ahemenidsko Perzijsko Carstvo protezalo se od Male Azije i Judeje na zapadu do rijeke Ind na istoku.

## Smrt
Detalji o Kirovoj smrti se razlikuju prema zapisima. Herodot navodi kako je Kir Veliki poginuo u vatrenoj bitci protiv Massagatae, plemena iz južnih pustinja Kgaresma i Kizilhouma na najjužnijem dijelu stepa u današnjem Kazahstanu i Uzbekistanu, gdje je išao na nagovor Kreza da se obračuna s njima na njihovom tlu. Pleme Masagećana bilo je u srodstvu s Skitima sudeći prema odijevanju i načinu života; bili su vrsni konjanici. U cilju da osigura kraljevstvo, Kir je prvo poslao bračnu ponudu kraljici Tomiriji, što je ona odbila. Zatim je odlučio teritorij plemena Masagećana zauzeti silom, pa je krenuo s gradnjom mostova i brodova uzduž Sir-Darje koja ih je razdvajala. Kraljica Tomirija pozvala je Kira da obustavi napad, i da se njihove snage obračunaju na dostojanstven način, na unaprijed dogovorenoj lokaciji, oko dan hoda od rijeke. Kir Veliki je prihvatio ponudu, ali je odlučio pripremiti im lukavu zamku. Naime, pleme Masagećana nije bilo upoznato s vinom i njegovim učincima. Postavio je logor na dogovorenom mjestu i u njemu ostavio mnogo hrane i vina, te ga je ostavio na čuvanje najslabijim vojnicima, dok je one najsposobnije vojnike poveo sa sobom van logora. General Tomirijine vojske (ujedno i njen sin) Spargapis i njegova vojska napali su Kirov logor i porazili onaj slabiji dio perzijske vojske što ga je ostao čuvati, nakon čega su počeli trošiti perzijske zalihe hrane i vina, i tako se nesvjesno napili što je znatno smanjilo njihove obrambene sposobnosti. Tada ih je napao Kir s glavninom svoje vojske i s lakoćom ih porazio, a Spargapis iako pošteđen i zarobljen, kad je došao svijesti počinio je samoubojstvo. Kada je čula za Kirovu pobjedu ostvarenu lukavstvom, Tomirija se zaklela na osvetu i povela u borbu drugi val vojnika koje je osobno predvodila. Kir je bio ubijen a njegove snage pretrpjele su velike gubitke u bitci koju je Herodot opisao kao najžešćom i najkrvavijom u karijeri Kira Velikog i u starom vijeku općenito. Kad je bitka završila, Tomirija je naredila da se Kirovo tijelo dovede pred nju, da mu se odsiječe glava i baci u posudu s krvlju, kao simbolični čin osvete za ubojstvo njena sina. Ipak, mnogi povjesničari smatraju tu verziju priče upitnom, jer i sam Herodot je priznao kako je to ipak samo jedna od verzija o smrti Kira Velikog koja mu je ispričana. Međutim, drugi tvrde kako su perzijski vojnici uspjeli vratiti tijelo Kira Velikog, ili da je Tomirija pronašla i razapela negog drugog a ne samog Kira, ili pak Kirovog dvojnika.
Ktezije u svojoj Persici navodi kako je Kir Veliki poginuo prilikom borbe s Derbicovim pješaštvom potpomognutim skitskim strijelcima i konjanicima, te Indijcima sa slonovima. Prema njegovom izvoru, ovaj događaj dogodio se sjeveroistočno od Sir-Darje.
Alternativna verzija iz Ksenofontove Kiropedije je proturječna ostalima jer tvrdi kako je Kir Veliki mirno umro u glavnom gradu Perzije.
Konačna verzija o Kirovoj smrti dolazi od Berosa, koji pak tvrdi kako je Kir Veliki poginuo prilikom borbe s dahaejskim strijelcima sjeveroistočno od Sir-Darje.

### Grobnica
Posmrtni ostaci Kira Velikog navodno su u gradu Pasargadu, gdje grobnica postoji i dan danas za koju su mnogi sigurni da se radi o grobnici samog Kira. Strabon i Arijan jednako su opisali njegov grob, prema viđenjima Aristobula od Kasandrije, koji je u doba Aleksandra Velikog dvaput posjetio grobnicu. Iako je starovjekovni grad u ruševinama, grobnica Kira Velikog je gotovo neoštećena; no grobnica je zadnjih godina parcijalno restaurirana. Prema Plutarhu, epitaf na grobnici kaže:

„Oj čovječe, tko god da jesi i otkud god dolazio, ja sam Kir koji je stvorio Perzijsko Carstvo. Ne zavidi mi na ovom komadiću zemlje koji skriva moje tijelo.“

Povijesni nalazi iz Babilona upućuju na to da je Kir Veliki umro u kolovozu 530. pr. Kr., i da ga je naslijedio njegov sin Kambiz II. Njegov mlađi sin Smerdis je umro prije nego što je Kambiz krenuo u osvajanje istočnog fronta. Prema Herodotu, Kambiz je ubio brata da izbjegne svađe oko nasljeđivanja carskog prijestolja tijekom njegove odsutnosti. Kambiz II. je nastavio očevu politiku geografskog širenja i uspio je pokoriti Egipat koji je dodao Perzijskom Carstvu, no umro je nakon samo sedam godina vladavine. Nakon njegove smrti carstvom je sedam mjeseci vladao uzrupator Gaumata koji se prozvao Smerdisom, no s prijestolja ga je uklonio Darije Veliki.
Kir Veliki se slavi u Tanakhu (Izaija 45:1-6), no također je kritiziran zbog vjerovanja u navodno lažna izvješća Kuthita, koji su željeli spriječiti gradnju Drugog hrama u Jeruzalemu. Naime, oni su optužili Židove da spremaju pobunu pa je Kir odučio prekinuti gradnju hrama koji neće biti završen sve do 516. pr. Kr. u vrijeme vladavine Darija Velikog.

## Ostavština
Citat knjige Charles Freemana, „The Greek Achievement“:

„U domeni opsega dostignuća nalazi se daleko iznad makedonskog kralja Aleksandra („Velikog“) koji je devastirao carstvo 320. pr. Kr. no nije osigurao nikakvu stabilnu alternativu.“

Kir Veliki je jednako prepoznatljiv i kao državnik i kao vojnik. Provodeći politiku velikodušnosti umjesto represije i poštovanja drugih lokalnih religija, bio je u stanju pretvoriti pokorene narode u svoje gorljive sljedbenike. Zbog političke infrastrukture koju je postavio, Ahemenidsko Carstvo zadržalo se još dugo poslije Kirove smrti.
Uspon Perzije tijekom Kirove vladavine ostavilo je snažan pečat na tijek svjetske povijesti. Perzijska filozofija, književnost i religija imali su dominantnu ulogu u svjetskim razmjerima idućih tisuću godina. Unatoč islamskom osvajanju Perzije u 7. stoljeću i stvaranja islamskih kalifata, Perzija je zadržala svoj dominantni utjecaj i na islamsku kulturu tijekom Zlatnog doba islama, što je jedan od glavnih razloga uspješne islamske ekspanzije.
Mnoge post-ahemenidske dinastije (Seleukidi, Sasanidi, Pahlavi) tvrdili su kako su nasljednici Kira Velikog. Mohammed Reza Pahlavi je slavio 2500. obljetnicu iranske monarhije 1971. godine, koja je okončala revolucijom 1979. godine. Mnogi učenjaci danas smatraju Kira Velikog jednakim ili većim od Aleksandra Velikog s obzirom na dostignuća.
Prema profesoru Richardu Fryeu:

„Dokaz sposobnosti osnivača Ahemedindskog Perzijskog Carstva jest to da se carstvo nastavilo širiti i poslije Kirove smrti i da je bilo cijelovito iduća dva stoljeća. No Kir nije bio samo veliki osvajač i administrator; u mislima perzijskog pučanstva on ima sličnu ulogu kao i Romul i Rem za Rimljane ili Mojsije za Židove. Predaja o njemu u mnogim detaljima podsjeća na priče o drugim herojima i osvajačima starog vijeka. Fabula u kojoj se novorođenče Kir daje pastiru na odgoj podsjeća na priču o Mojsiju u Egiptu, a njegovo svrgavanje tiranskog djeda ima odjeka u drugim mitovima i legendama. Nema sumnje da je predaja o Kiru rasla među Perzijancima i da je bila poznata i Grcima. Osjećaji poštovanja ili čak strahopoštovanja u kojima je predaja prepričana Grcima pokazuju kako nije slučajnost da je Ksenofont odabrao Kira Velikog kao model vladara kojeg bi preporučio svojim Grcima.“

Ukratko, lik Kira je preživio kroz povijest kao mnogo nešto mnogo veće od čovjeka koji je osnovao carstvo. On je postao epitom za visoke kvalitete koje su se očekivale od starovjekovnih vladara, što je uključivalo herojske osobine poput osvajača koji je bio tolerantan i velikodušan jednako koliko hrabar i odvažan. Njegova osobnost utjecala je na Grke i na samog Aleksandra Velikog, te naknadnim prenošenjem tradicije i na Rimljane, pa i danas na sve nas. Godine 1971. Iran je slavio 2500. objetnicu Kirovog osnivanja Perzijskog Carstva.

### Religija
Jedini poznati primjer njegove religijske politike je njegov odnos prema Židovima u Babilonu. Biblija tvrdi kako je ostatak židovske populacije vraćen iz Babilona u Obećanu zemlju, te kako je Kirov edikt naložio obnovu hrama u Jeruzalemu. Ovaj edikt je u potpunosti objavljen u Knjizi Ezre. Kao rezultat Kirove politike, Židovi su ga slavili kao dostojanstvenog i legitimnog kralja. Kir je jedini nežidov opisan kao mesija ili božanski kralj u Tanakhu (Izaija 45:1-6). Međutim, istovremeno su postojale i židovske kritike na njegov račun nakon što je slagan od strane Kuthita, koji su željeli spriječiti gradnju Drugog hrama. Optužili su Židove da spremaju pobunu, pa je Kir obustavio gradnju hrama koji će neće biti završen sve do 516. pr. Kr., u doba vladavine Darija Velikog.
Pojedini moderni muslimanski učenjaci smatraju, kako je lik iz Kurana Dhul-Qarnayn zapravo Kir Veliki. Ova teorija je postavljena od strane sunitskog učenjaka Abula Kalama Azada i potvrđena od strane šijitskog učenjaka Allameha Tabatabaeija u njegovu djelu Tafsir al-Mizan.

### Politika i filozofija
Za vrijeme vladavine, Kir je ostvario kontrolu nad golemim teritorijem osvojenih kraljevstva, postignutim zadržavanjem i širenjem medijskih satrapija (pokrajina). Daljna organizacija osvojenih teritorija u provincije kojima vladaju lokalni kraljevi zvani satrapi nastavljena je i u doba Darija Velikog. Kirovo carstvo zahtijevalo je samo porez i regrute iz svih krajeva države.
Kirovo osvajanje započelo je novo doba u stvaranju carstava, gdje se golema superdržava sastoji od desetaka manjih država, rasa, religija i jezika, koje objedinjuje centralna vlast koju moć projicira preko lokalne administracije. Ovaj politički sustav održao se stoljećima, i trajao je i u doba invazijske dinastije Seleukida za vrijeme njihove vladavine Perzijom, i u doba kasnijih iranskih dinastija Parta i Sasanida.
Godine 1992. Kir je uvršten u listu 100 najutjecanijih ljudi u povijesti, prema Michaelu H. Hartu. U prosincu 2003. tijekom prihvaćanja Nobelove nagrade za mir, Širin Ebadi se pozvala na Kira kazavši:

„Ja sam Iranka, potomak Kira Velikog. Taj car je na vrhuncu moći prije 2500 godina proglasio kako ne želi vladati onima koji to ne žele. Obećao je da neće prisiljavati nikoga da promijeni svoju religiju ili vjeru i da će poštovati sve manjine. Dokument Kira Velikog bi se trebao proučavati u povijesti ljudskih prava.“

Kirova ostavština se osjeća čak do dalekog Islanda i kolonijalne Amerike. Mnogi tvorci Sjedinjenih Država tražili su inspiraciju od Kira Velikog kroz radove poput Kiropedije. Primjerice, Thomas Jefferson je imao dva primjerka te knjige, koje je obavezno štivo za državnika jednako kao i Machiavellijev „Vladar“.

#### Kirov cilindar
Jedan od rijetkih preživjelih izvora informacija iz njegova doba je Kirov cilindar, dokument koji je izdao sam Kir na glinenom valjku. Cilindar je napravljen povodom perzijskog osvajanja Babilona 539. pr. Kr.  Tekst cilindra opisuje babilonskog kralja Nabonida kao bezbožnog, dok pobjednika Kira spominje kao heroja prijatnog bogu Marduku. U nastavku se spominje kako je Kir poboljšao život stanovnika Babilona, da je izbjeglicama obnavljao domove i gradio hramove.
Cilindar je bio postavljen unutar babilonskih zidina kao kamen temeljac. Godine 1879. pronašao ga je asirsko-britanski arheolog Hormuzd Rassam u temeljima Esagile (babilonskog hrama bogu Marduku) a danas se čuva u Britanskom muzeju u Londonu. Špekulira se kako direktori Britanskog muzeja i Iranskog nacionalnog muzeja u Teheranu dogovaraju privremeno premještanje Kirovog cilindra u iranski Teheran za posebnu izložbu.
Prema Britanskom muzeju, cilindar predstavlja dugu tradiciju mezopotamskih vladara u kojima svoje vladavine obilježavaju deklaracijama o političkim reformama. Cilindar je sastavljen u formi dugotrajnih babilonskih stilova, a s političke strane predstavlja Kirovu poruku babilonskom narodu u kojoj se proglašava legitimnim kraljem, i u kojoj obećava poštovanje vjerskih i političkih babilonskih tradicija. Dokument se gotovo punih stotinu godina smatrao instrumentom karakteristične mezopotamske političke propagande. Početkom 70-ih godina 20. stoljeća, iranski šah prihvatio je Kirov cilindar kao simbol 2500. obljetnice iranske monarhije, navodeći kako je to „prvi pisani spomenik o ljudskim pravima u povijesti“. Cilindar je također privukao pozornost podacima o povratku Židova u Palestinu nakon babilonskog ropstva, a također se smatra i potvrdom biblijskih tekstova iz Knjige o Ezri (Ezra 1.1-6, 6.1-5; Izaija 44.23-45.8; 2 Kronike 36.22-23).

### Vojna strategija
Kira Velikog smatra se jednim od najvećih vojskovođa starog vijeka, kojeg je kasnije oponašao i Aleksandar Makedonski. Njegova strategija, hrabrost i lukavost doprinijeli su pokoravanju najvećih tadašnjih vojnih sila poput Medije, Babilonije i Lidije, te stvaranju najvećeg carstva.

#### Opsada Pasargadskog brda
U proljeće 551. pr. Kr. medijski kralj Astijag sakupio je golemu vojsku od 150.000 ljudi i krenuo ugušiti perzijsku pobunu predvođenu Kirom. Perzijski vladar zapovjedao je mnogo manjom vojskom od 10.000 ljudi, uglavnom Perzijskih besmrtnika (elitno teško pješaštvo). Uz brojčanu inferiornost, perzijski problem bio je i taj što su sa sobom vodili cijele obitelji, uključujući žene i djecu, te starce. Kako bi neutralizirao medijsku brojčanu prednost, Kir Veliki stacionirao je svoju vojsku skupa s narodom na vrh strmog brda u blizini Pasargada. Medijci su pokušali iznenaditi Perzijance napadajuću istovremeno planinske prolaze i penjući se uz planinu, no Perzijanci su ih odbacili. Idućeg jutra Astijag je odlučio napasti s glavninom vojske, dok je dio Perzijanaca vidjevši golemu vojsku pobjegao na vrh brda gdje su bili njihovi civili. Nakon što su ih navodno izvrjeđale perzijske žene nazvavši ih kukavicama, Perzijanci se vraćaju na bojište i koristeći povoljan teren uništavaju medijsku vojsku koja je imala gubitke od oko 60.000 vojnika.

#### Bitka kod Timbre
Kir je iznenadio lidijskog kralja Kreza samim početkom invazije na Lidiju za vrijeme zime odnosno velikih hladnoća u Maloj Aziji, na što lidijska vojska nije bila pripremljena, a njihovi saveznici poput Babilonaca, Arapa i Grka nisu stigli prikupiti trupe za vojnu pomoć Lidiji. Ipak, lidijska je vojska svejedno imala tri do četiri puta veći broj trupa od perzijske, a okosnicu lidijske vojske činila je golema konjica. Na samom putu prema Lidiji, Kir Veliki primijetio je kako se konji iz njegove vojske plaše deva koje su im služile za opskrbu, jer konji nisu navikli na njihov miris. Neposredno prije bitke, Kir je osnovao prvu vojnu jedinicu sastavljenu od deva koje je stavio na čelo svoje vojske. Strategija je uspjela i na samom početku bitke kod Timbre moćno lidijsko konjaništvo se razbježalo, a Kir je porazio Krezovu vojsku. Sam Krez je zarobljen nakon opsade Sarda iste godine, gdje su se prema Kteziju Perzijanci opet poslužili lukavstom; general Oebar savjetovao je Kira Velikog da perzijski vojnici hodaju na motkama tako da izgledaju kao gigantski ratnici, što je navodno prestrašilo građane Sarda i dovelo do samog pada grada, odnosno zarobljavanja samog Kreza.

#### Pobjeda nad Skitima
Prilikom vojnih ekspedicija protiv polunomadskih plemena Skita u Srednjoj Aziji, Kir je dogovorio bitku protiv vojske moćnog plemena Masagećana. Uoči bitke, na dogovorenom mjestu odlučio im je pripremiti lukavu zamku. Vojsku je podijelio na dva dijela; slabiji dio trupa postavio je slabo zaštićenom logoru prepunom hrane i vina, dok je snažniji dio vojske sakrio u neposrednoj blizini. Pleme Masagećana nije bilo upoznato s vinom, niti s učincima alkohola. General skitske vojske (ujedno i plemenski princ) napao je Kirov logor i porazio slabiji dio perzijske vojske, nakon čega je njegova vojska počega konzumirati pronađenu hranu i vino, nesvjesno se napivši što je znatno smanjilo njihove obrambene sposobnosti. U mamurluku ih napada Kir s glavninom svoje vojske i s lakoćom ih poražava.

#### Opsada Babilona
Perzijska opsada Babilona, u to vrijeme najvećeg i najbogatijeg grada na svijetu, primjer je jedne od najlukavijih opsada ikada, usporediva s legendarnom pričom opsade Troje. Za opsadu grada Babilona, Perzijancima je poslužila rijeka Eufrat koja je prolazila kroz samo središte grada. Perzijanci su nasamarili Babilonce time što su preusmjerili gornji tok rijeke u susjedni kanal, zbog čega je vodostaj rijeke opao ispod razine barijera, odnosno na dovoljnu razinu da se perzijski vojnici prikriveni provuku koritom u sam grad. Nakon infiltracije perzijske vojske, poslije čega se babilonska vojska predala gotovo bez otpora, Kir je osobno ušao u grad i zarobio babilonskog kralja Nabonida, time je Babilonija konačno bila pokorena.

### Graditeljski projekti
Najznačajniji Kirov graditeljski projekt svakako je gradnja Pasargada, novog glavnog grada Perzije. Povjesničar Strabon tvrdi kako je Kir odabrao tu lokaciju zbog političkih razloga jer je tu pobijedio Medijce, dok se kao odabir lokacije navode i estetski razlozi jer radi se o povišenju doline okruženoj planinama sa svih strana. Gradnja je počela 546. pr. Kr. ili kasnije, i ubrzo je postao središtem političke moći golemog carstva. Osim kao administrativno središte, Pasargad je služio i kao odmorište perzijskom vladaru pa su u njemu izgrađeni brojni vrtovi, te sofisticiran sustav navodnjavanja pomoću kanata. Zahvaljujući tom vodovodnom sustavu i umijećem kontroliranja tlaka, u pasargadskom vrtu izgrađen je pravocrtni kanal dužine gotovo 1000 m uzduž kojeg su se nalazile malene fontane.
Srce kompleksa u Pasargadu čini tvrđava Tall-i-Takht („Prijestolni brežuljak“) koja se nalazi na povišenju u odnosu na okolinu, te koja gleda na okolne „rajske“ vrtove s južne strane. Tvrđava se sastoji od dva manja dijela; rezidencijalne palače i dvorane za prijam („Apadana“), karakteristične za perzijsku arhitekturu. Apadana ili dvorana za prijam sastoji se od brojnih stupova i ima pristup s jugoistoka, gdje posjetitelj prvo mora proći kroz vrata a potom prijeći most preko rijeke Pulvar. Smještaj i oblikovanje kompleksa indiciraju kako je prema kompleksu u Pasargadu oblikovana i kasnije sagrađena atenska Akropola. Općenito, umjetnost i arhitektura u Pasargadu predstavljaju perzijsko miješanje različitih tradicija koje objedinjuje umjetničke elemente Elama, Babilonije, Asirije, Egipta, te Anatolije.
Pasargad se smatra kolijevkom popularnih „perzijskih vrtova“, koji su uzori modernim parkovima u zadnjih 2500 godina. Karakteristika perzijskih vrtova je pravokutan oblik simetrično podijeljen ortogonalnim glavnim komunikacijama na četiri dijela; one formiraju križ u unutrašnjosti parka i tu se u bazenima i kanalima nalazi voda, dok šetnice imaju hlad od visokog raslinja. Pasargadski vrt ima kolosalne dimenzije od 2 x 3 km, a kanali s vodom protezali su se gotovo kilometar u dužinu, dok su se male fontane nalazile svakih 16 metara.
Novija istraživanja strukturalne tehnologije u Pasargadu pokazala su kako su perzijski inženjeri sagradili grad koji je mogao izdržati jake potrese, čak do 7. stupnja prema Richterovoj ljestvici. Temelji graditeljskih zdanja u Pasargadu građeni su tehnologijom izolirane baze temelja, koja se danas koristi pri gradnji modernih osjetljivih objekata poput nuklearnih elektrana, zbog zaštite od seizmičkih aktivnosti.
Značajan doprinos graditeljstvu predstavlja i uporaba konstruktivnih spona (kopči) između kamenih blokova, koje su izgrađene od metala. Takav konstruktivni sustav zajedno s izoliranom bazom temelja stvorili su preduvjete za gradnju mnogo većih odnosno viših i tankijih konstruktivnih elemenata, koji su svoj vrhunac doživjeli u Perzepolisu.
Legenda kaže kako je u doba islamskog osvajanja Irana arapska vojska htjela razoriti grobnicu, no kako je tamošnje stanovništvo uvjerilo arapske zapovjednike kako se ne radi o grobnici Kira Velikog, već o grobnici majke kralja Salomona, što je poštedjelo njeno rušenje. Kao rezultat, natpis na grobnici zamijenjen je citatom iz Kurana i grobnica je postala poznata kao Qabr-e Madar-e Sulaiman, odnosno „grobnica Salomonove majke“. U današnje vrijeme postoje samo ruševine nekoć veličanstvenog kompleksa u Pasargadu i njegovih vrtova, koje su uništili vrijeme, brojni potresi i osvajačka razaranja Makedonaca, Arapa te posebno Mongola. Osim arheološkog značaja, Pasargad danas je i popularno turističko odredište u Iranu.

## Kronologija
- 600. pr. Kr. – rođenje Kira Velikog prema Starom zavjetu.
- 576. pr. Kr. – rođenje Kira Velikog prema modernim procijenama.
- 552. pr. Kr. – nakon što mu umire otac Kambiz I., Kir Veliki postaje kraljem Anšana.
- 552. pr. Kr. – Kirova pobuna protiv njegovih nadređenih, Medijaca.
- 549. pr. Kr. – uz Harpagovu pomoć Kir vodi svoju vojsku protiv Medijaca i pada medijski glavni grad Ekbatana, čime je i samo Medijsko Carstvo konačno bilo osvojeno.
- 546. pr. Kr. – Kir prihvaća medijsku krunu, no službeno je zamijenio titulu proglasivši se „kraljem Perzije“.
- 540-ih pr. Kr. – poraz Kreza u pratu protiv Perzijanaca, pad Lidijskog Carstva.
- 540-ih pr. Kr. – perzijski vojskovođe Mazar i Harpag osvajaju cijelu Malu Aziju; Liciju, Ciliciju i Feniciju, uključujući grčke gradove pomoću opsadnih tehnika koje su bile nepoznate Grcima.
- 542. pr. Kr. – povratak glavnine perzijskih trupa u Perziju.
- 539. pr. Kr. – Kir Veliki pobjeđuje Nabonida i osvaja Novobabilonsko Carstvo; što je zabilježeno u djelima Afrikana, Ptolomeja, Euzebija i Diodora.
- 537. pr. Kr. – Nakon osvajanja Babilona, Kir Veliki pušta židove da se vrate u Jeruzalem, čime završava 70 godina babilonskog sužanjstva. Manji se broj, njih jedva oko 50.000 koristio tom slobodom; većina je ostala u Babilonu gdje je živjela u relativno povoljnim prilikama.
- 530. pr. Kr. – smrt Kira Velikog (prema Herodotu i Kteziju u borbi protiv Skita; Ksenofont u „Kiropediji“ tvrdi kako je umro mirno u glavnom gradu Perzije Pasargadu), nasljeđuje ga njegov sin Kambiz II.

## Poveznice
- Ahemenidsko Carstvo
- Perzijsko Carstvo
- Perzijanci
- Medijsko kraljevstvo
- Astijag
- Lidijsko kraljevstvo
- Krez
- Novobabilonsko Carstvo
- Nabonid
- Kambiz II.

| Prethodnik:                                                                        | Veliki kralj Perzije (559. – 530. pr. Kr.) ____________________ Kralj Medije (550. – 530. pr. Kr.) | Nasljednik:                      |
| Kambiz I. (580. – 559. pr. Kr.) ____________________ Astijag (585. – 550. pr. Kr.) | Veliki kralj Perzije (559. – 530. pr. Kr.) ____________________ Kralj Medije (550. – 530. pr. Kr.) | Kambiz II. (530. – 522. pr. Kr.) |